# Julia Gerity
Julia Gerity, (New York, 1898. július 22. – New York, 1955. március 16.) amerikai blues-énekesnő. Gerity popénekesnő volt, akit ma leginkább a bluesénekléssel azonosítanak.

## Pályafutása
Gerity legkorábbi éveiről nemigen találni információt. Egy 1914-ben „a ragtime királynőjeként” emlegették. Fellépett a New York állambeli Buffalóban egy olyan étteremben, amelyet Buffalo egyik legnagyobb, a szesztilalom előtti night clubjakanent” ismertek.
Egy 1915-ös Variety-hirdetés szerint dalbemutató volt a Waterson, Berlin & Snyder, Inc. kiadónál. Fellépett a College Innben, egy Harlemben található éjszakai klubban. Egy névtelen író 1916-ban megjegyezte. Julia Gerity „a College Armsból” (nyilvánvalóan egy kabaré vagy étterem) felfigyeltek rá. Egy 1918-as hír szerint Gerity a Coney Island-i Alamo Cabaretben lép fel ahol „csodálatos nevet szerez magának”.
1919-re a Billboard már „a jól ismert bluesénekesnőnek” nevezte. Ugyanebben az évben a manhattani Tokio kabaré és étterem egyik hirdetése „a szinkópás csoda”-nak nevezte.
Gerity élete egy tipikus vaudeville-énekesnő élete volt. A feljegyzések szerint fellépni számos városba vitték. A Billboard hirdetései szerint fellépett például Louisville-ben, (Kentucky állam), New Orleansban és a New York állambeli Saratoga Springsben. Egy 1925-ös Billboard-hirdetés szerint a Coney Island-i Perry's Cabaret-ben lépett fel. 1925. decemberében a Little Clubban, „New Orleans legelőkelőbb klubjában” szerepelt. Gerity 1926-tól az 1930-as évek végéig megjelent hirdetéseinek többsége Chicago-i arra utal, hogy Chicago lett az otthona. Életében különösen kiemelkedő esemény volt az Coin Machine Manufacturers' Association 1934-es éves kongresszusa, amely a chicagói Sherman Hotel nagy báltermében tartották, és kedvező kritikákat kapott a szórakoztató műsorok választékáért. A Billboard az „okos bluesénekesnőnek” nevezte.
1938-ban visszatért New Yorkba. Fellépett a Queens Terrace éjszakai klubban Woodside-ban, Queensben. 1940-ben hatéves szerződést kötött Jimmy Dwyer "Sawdust Trail" nevű zenekarával. A 156 W. 44th címen található „Sawdust Trail hangulata a vadnyugat, a kilencvenes évek és egy régi angol kiskocsma hangulatának keveréke volt”. 1942. február 26-án barátai és a Sawdust Trail zenészei harminc év show-bizniszbeli pályafutásuk alkalmából tisztelgeték meg Gerity-t.
1947. május 10-én Gerity 10 hetes szerződést kötött a Coney Island-i „Shamrock Irish House-ban”, egy kabaré-étteremben. Május 12-én a Shamrockot is a Surf Avenue-n kitört hatalmas tűzvész pusztította el. A Billboard arról számolt be, hogy a tűz Gerity anyagának nagy részét is elpusztította; beleértve a ruhákat, a hangfelszerelést és a hangfelvételeit.
1950 nyarán Coney Island-en járt. Később visszatért a Shamrock Irish House-ba. Az egyik utolsó Julia Gerityről szóló hír 1953-ban Indiában jelent meg. A „Kokomo Tribune” egyik közleménye a kilencvenes évekbeli revüelőadást hirdeti, amelyben Gerity, az „sweetheart of sweet songs” előadójaként szerepel.

## Albumok
- Nobody Knows − Yerke's Jazarimba Band (1919)
- Why Don't You Drive My Blues Away (Lovesick Blues) − Yerke's Jazarimba Band (1919)
- A Good Man is Hard to Find − Snooks and his Memphis Stompers (1931)
- Sittin' on a Rubbish Can − Snooks and his Memphis Stompers (1931)

### Kiadatlan
- Why Don't You Drive My Blues Away, (rögzítve: 1919)
- Sister Kate (rögzítve: 1923)
- Mammy Lu (rögzítve: 1923)

## Fordítás
- Ez a szócikk részben vagy egészben  a   Julia Gerity című angol Wikipédia-szócikk ezen változatának fordításán alapul.  Az eredeti cikk szerkesztőit annak laptörténete sorolja fel. Ez a jelzés csupán a megfogalmazás eredetét és a szerzői jogokat jelzi, nem szolgál a cikkben szereplő információk forrásmegjelöléseként.